# 88.ª Brigada Independiente de Fusileros
La 88.ª Brigada Independiente de Fusileros (en ruso: 88-я отдельная стрелковая бригада, en coreano: 제88독립보병여단, en chino: 苏联远东方面军独立第88步兵旅), también conocida como la Brigada de Enseñanza de las Fuerzas Aliadas Antijaponesas del Noreste o la 88.ª Brigada Internacional fue una unidad militar internacional del Ejército Rojo creada durante la Segunda Guerra Mundial. Fue única en el sentido de que incorporó entre sus filas a personal procedente de Corea, China y el Asia Central soviética.

## Historia

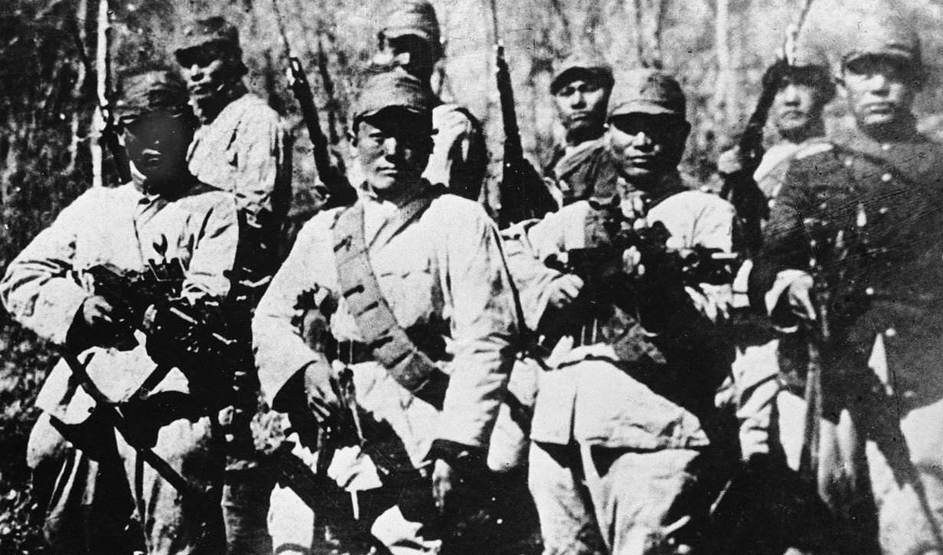
Soldados del Ejército Unido Antijaponés del Noreste precursor de la 88.ª Brigada Internacional

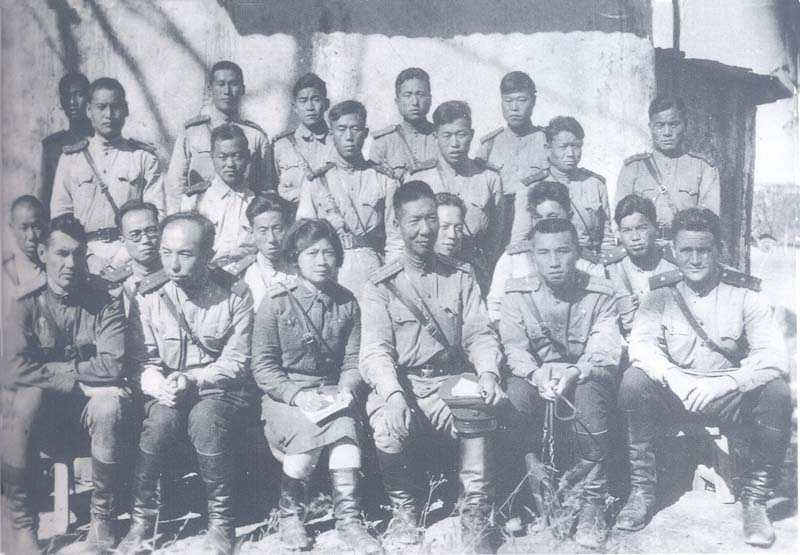
Miembros de la 88.ª Brigada Independiente de Fusileros. Zhou Baozhong está en la primera fila, tercero desde la derecha a su derecha está el futuro líder de Corea del Norte, Kim Il-sung.

la unidad se creó el 22 de julio de 1942 para albergar a las dispersas fuerzas supervivientes del Ejército Unido Antijaponés del Nordeste, que se habían visto obligadas a retirarse a la Unión Soviética después de ser expulsadas por el Ejército Imperial Japonés de Manchuria después de la invasión japonesa de Manchuria. La brigada se reorganizó aceptando a ciudadanos soviéticos de ascendencia china y coreana, llegando a unos 1500 efectivos. Aunque era una unidad militar soviética, mantuvo su organización original que existía en el NAJUA. la brigada estaba acantonada en el Lejano Oriente ruso y estaba bajo el control operativo del 25.º Ejército soviético. El teniente coronel chino Zhou Baozhong fue su primer comandante.
La brigada estaba compuesta en su mayor parte por chinos y coreanos, desplegados en los campos "A" y "B" en los suburbios de Kerki en la RSS de Turkmenistán. El capitán Kim Song-ju, más tarde conocido como Kim Il-sung, tomó el mando del 1.er Batallón coreano. La brigada estaba estacionada en el pueblo de Vyatskoye a orillas del río Amur en el Krai de Jabárovsk. En 1943, el general Iósif Apanasenko le dio a la brigada su número de unidad oficial. La brigada nunca entró en combate, ya que solo debía cumplir tareas de sabotaje y de inteligencia contra el Ejército de Kwantung japonés, con pequeños grupos armados que fueron trasladados a Manchuria y Corea. Además del entrenamiento de inteligencia y sabotaje, se sometieron a un entrenamiento ideológico intensivo.
A mediados de 1945, la brigada estaba directamente subordinada al mando del 5.º Cuerpo de Fusileros del recién formado 2.º Frente del Lejano Oriente, al mando del general Maksim Purkaev. En julio de 1945, el mando de la brigada desarrolló un plan para atacar un destacamento independiente japonés de 100 efectivos en Manchuria, pero no se implementó. La unidad tampoco pudo entrar en ningún combate importante el 9 de agosto, cuando la Unión Soviétiva invadió Manchuria, permaneciendo en la reserva del 25.º Ejército, al mando del coronel general Iván Chistiakov. Como resultado, el comandante de brigada envió una solicitud infructuosa al comandante del frente; el general Maksim Purkaev para que se tuviera en cuenta su unidad en las hostilidades. A finales de agosto, la unidad había liberado muchas aldeas en el noreste de China. La brigada se disolvió oficialmente el 12 de octubre de 1945. Los chinos étnicos que formaban parte de la unidad regresaron a China para luchar en la guerra civil china, mientras que los coreanos fueron trasladados a Corea del Norte para formar parte del Comité Popular Provisional de Corea del Norte. Muchos miembros de la unidad sirvieron posteriormente en el Ejército Popular de Corea.

## Organización
Después de su reorganización en abril de 1944, la brigada estaba formada por las siguientes unidades:
- Cuartel General (HQ)
- Unidad política
- Unidad de contrainteligencia (SMERSH)
- Cuatro batallones de fusileros independientes
- Batallón de ametralladoras
- Escuadrón de artillería
- Compañía de morteros
- Compañía de reconocimiento
- Compañía de zapadores
- Compañía de transporte motorizado
- Servicios de retaguardia
- Curso de inteligencia

## Miembros notables

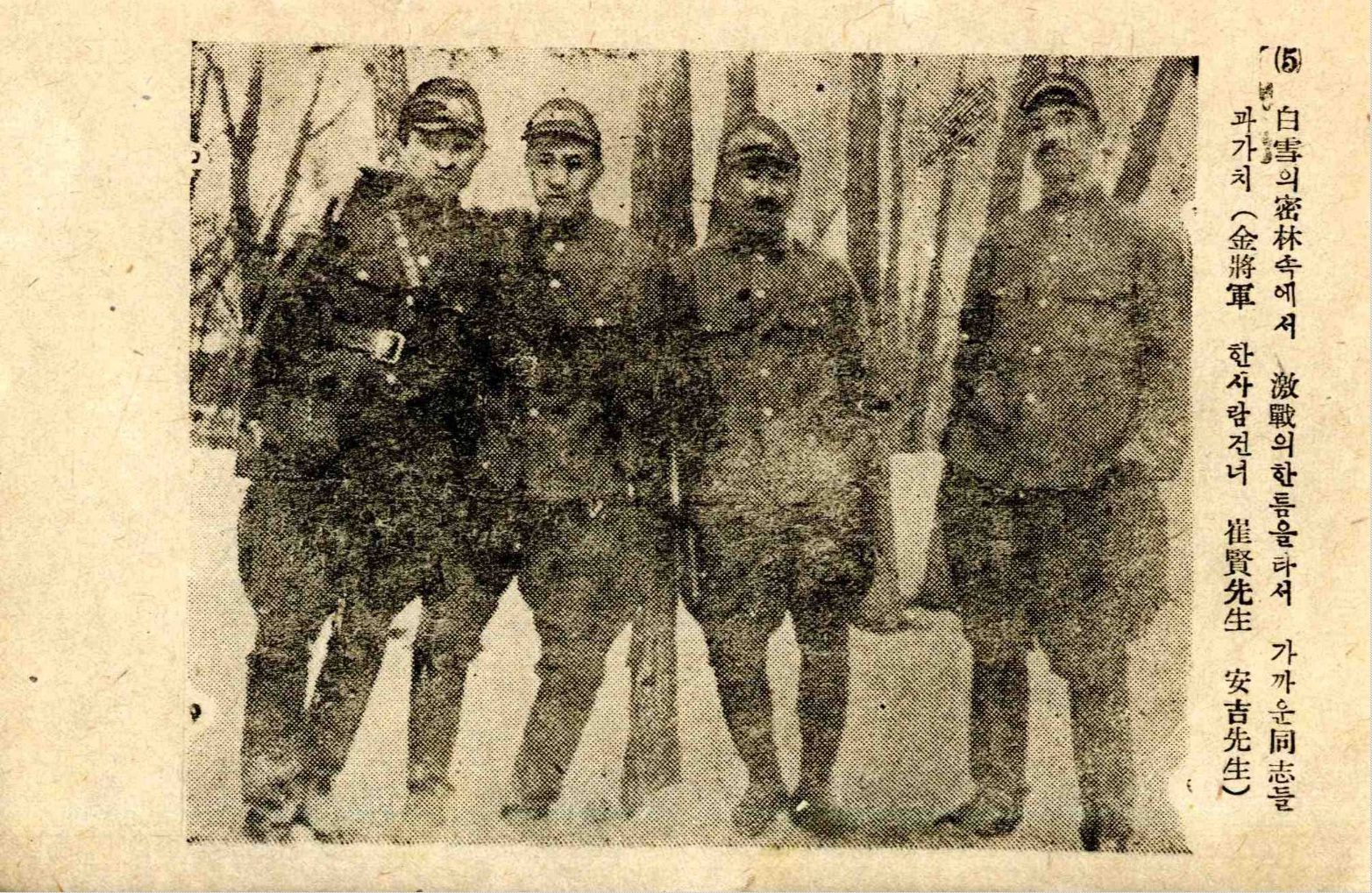
Kim Il-sung y algunos de sus compañeros de la 88.ª Brigada soviética.

Algunos de los más notables miembros que formaron parte de la unidad sonː
- Kim Il-sung
- Lim Chum-chu
- Kim Chaek
- Choe Hyon[8]
- Ri Yong-suk
- Choi Yong-kun
- Ri Tu-ik
- Muhammetnazar Gapurov

## Condecoraciones recibidas
Diez combatientes de la brigada, incluido el comandante de brigada y el comandante de batallón Kim Il-sung, recibieron la Orden de la Bandera Roja. Otros recibieron los siguientes premios:
- 45 - Orden de la Estrella Roja
- 51 - Medalla al Valor
- 149 - Medalla por el Servicio de Combate
- Todo el personal de la brigada internacional recibió la Medalla por la Victoria sobre Japón.

## Legado
Hay varios sitios conmemorativos ubicados en el territorio del Krai de Jabárovsk dedicados a la brigada. Un sitio de entierro se encuentra en el territorio del distrito municipal de Jabárovsk en una carretera que conduce al pueblo de Vyatskoye. Una copia del estandarte militar de la brigada se conserva en Vladivostok junto a una copia de la Bandera de la Victoria.